# Seiferitz (Meerane)
Seiferitz ist ein Ortsteil der Stadt Meerane im Landkreis Zwickau in Sachsen. Er wurde am 1. Juli 1950 eingemeindet.

## Geografie

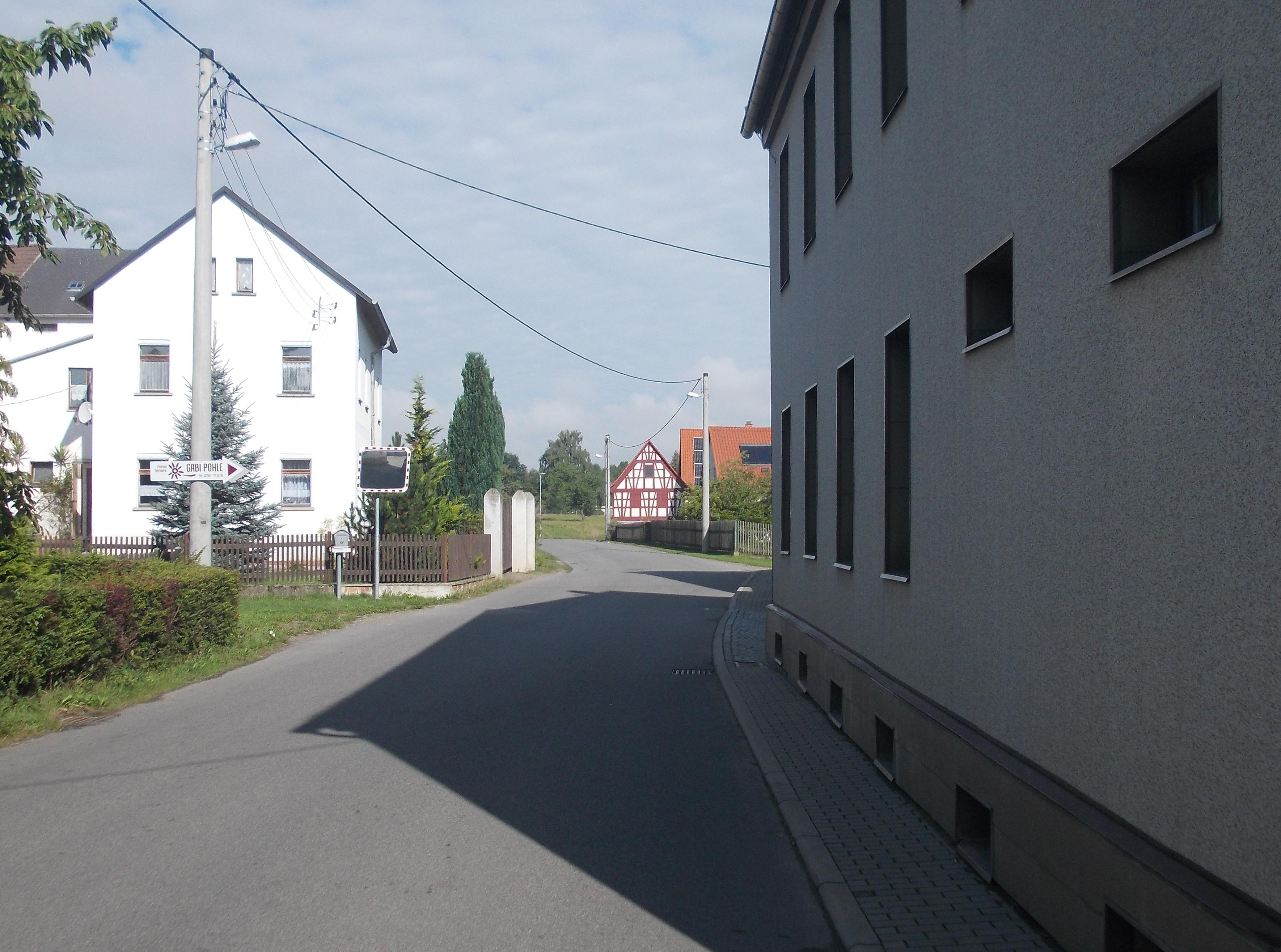
Straße in Seiferitz

### Geografische Lage
Seiferitz schließt sich südlich an das Stadtgebiet von Meerane an. Die ältere Wohnbebauung liegt im Osten der Ortsflur an der „Zwickauer Straße“ am Meerchen. Die in jüngerer Zeit entstandenen Gewerbeflächen liegen im Westen der Ortsflur an der „Seiferitzer Allee“.

### Nachbarorte
|                      | Meerane                                     |            |
| Waldsachsen, Gablenz | Kompassrose, die auf Nachbargemeinden zeigt | Höckendorf |
|                      | Dennheritz                                  |            |

## Geschichte

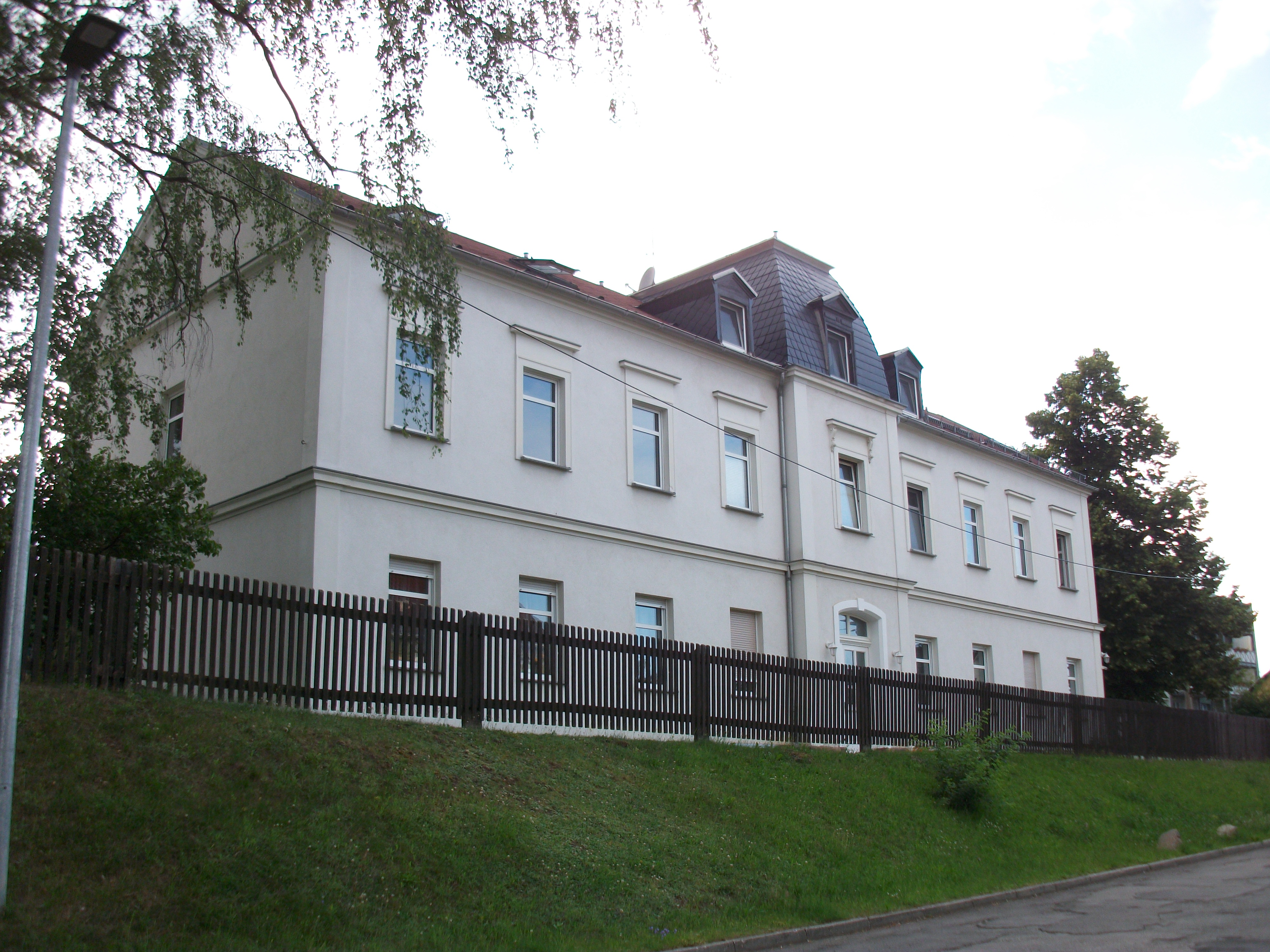
Ehemalige Schule Seiferitz

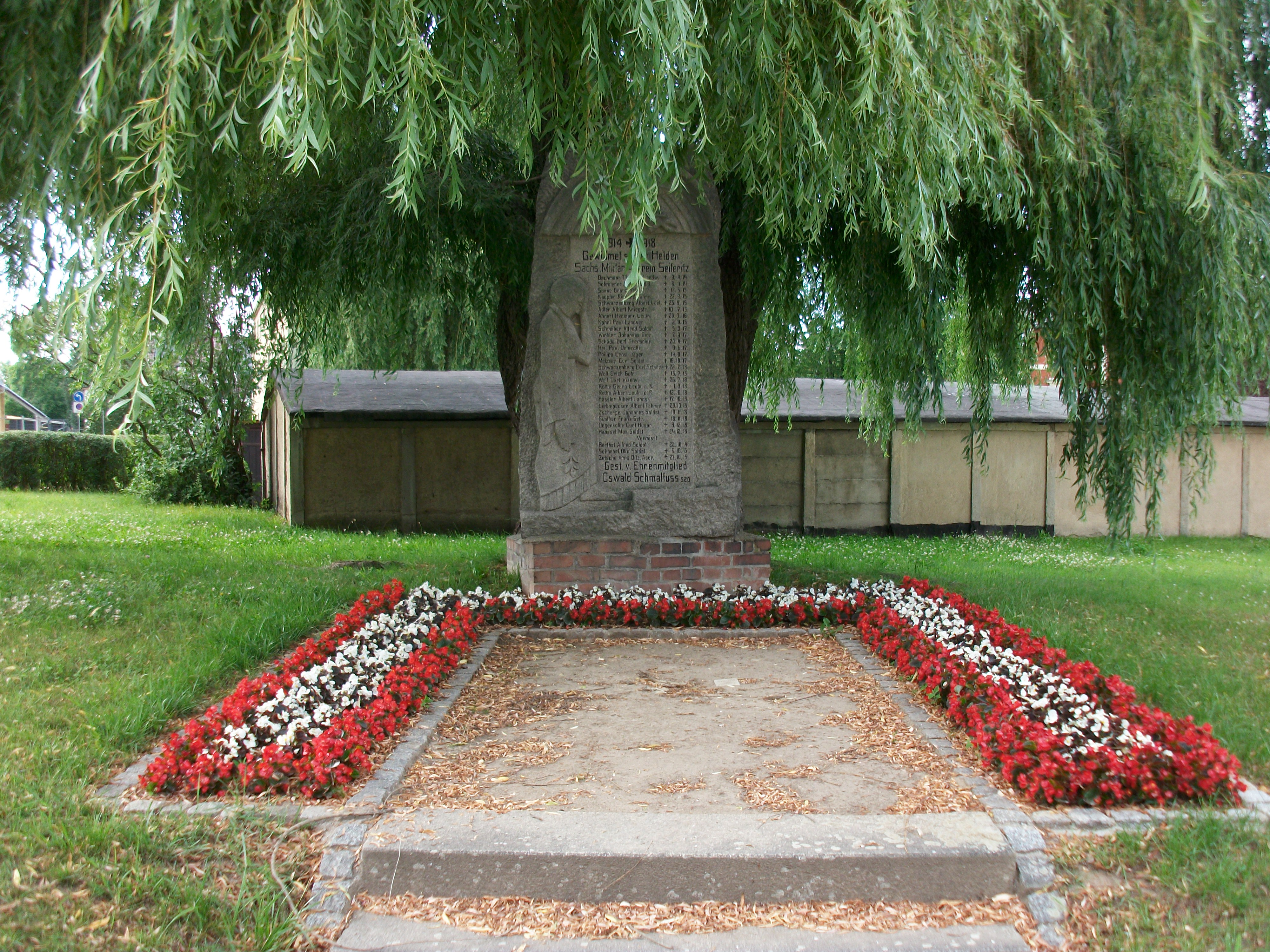
Gefallenendenkmal Seiferitz

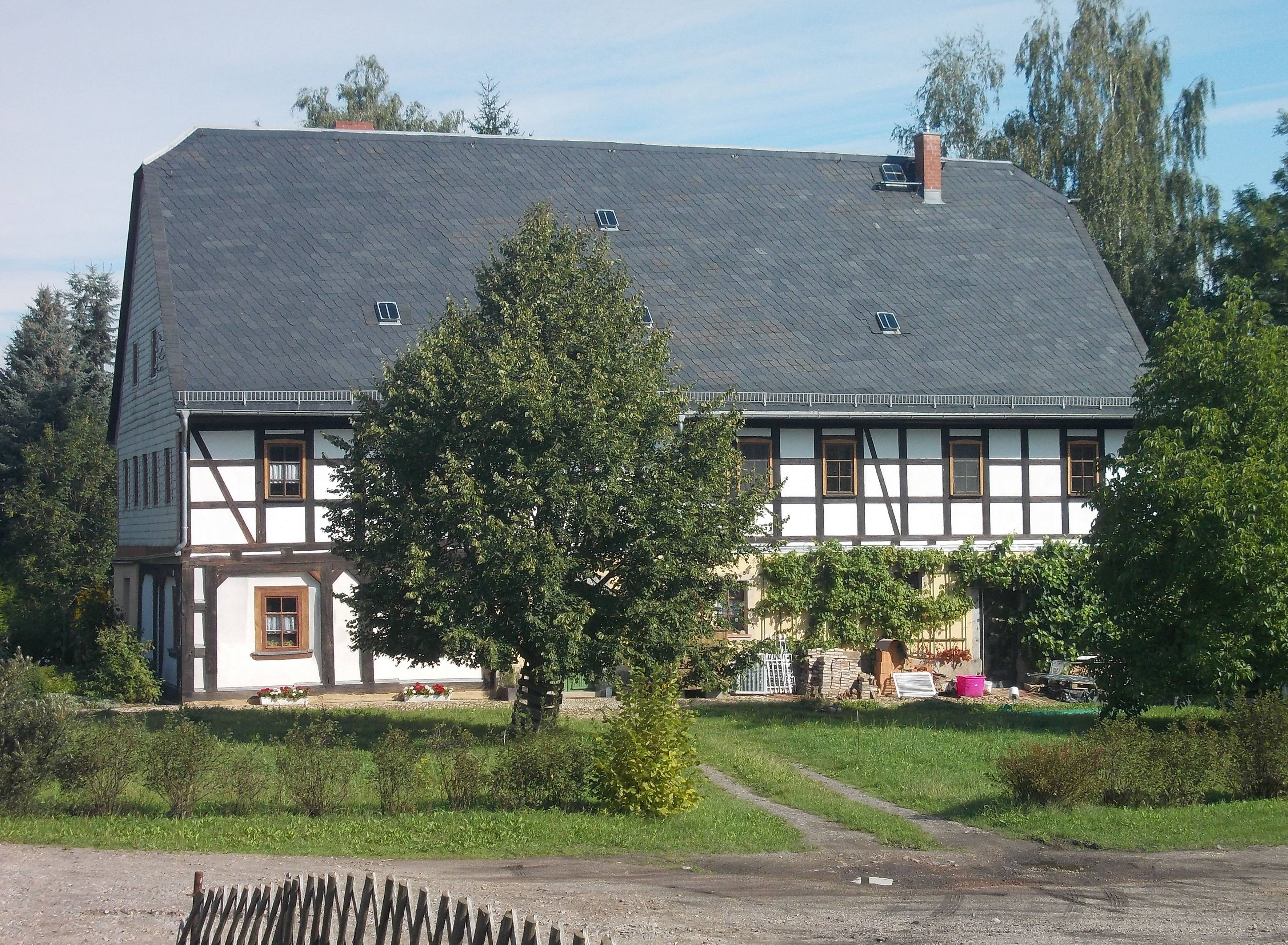
Fachwerkhaus in Seiferitz

Das Waldhufendorf Seiferitz wurde vermutlich im 12. Jahrhundert angelegt, ist jedoch erst im Jahr 1361 als „villa siffridis“ erwähnt. Abgeleitet vom Namen des Gründers hieß die ursprüngliche Bezeichnung „Sigfriedsdorf“. Im Jahr 1664 wurden im Ort zwei Frei-, sechs Hand- und ach Pferdebauern gezählt.
Seiferitz war wie der Nachbarort Waldsachsen (sächs. Ant.) bis in die zweite Hälfte des 19. Jahrhunderts in einen schönburgischen und einen kursächsischen bzw. königlich-sächsischen Anteil geteilt. Der schönburgische Anteil von Seiferitz gehörte zur schönburgischen Herrschaft Glauchau, Amt Hinterglauchau. Der sächsische Anteil gehörte zum kursächsischen bzw. königlich-sächsischen Amt Zwickau.
Bezüglich der Grundherrschaft unterstand Seiferitz anteilig dem schönburgischen Rittergut Thurm in der schönburgischen Herrschaft Lichtenstein und den sächsischen Rittergütern Gablenz und Ruppertsgrün (zeitweise). Ein Teil des Orts unterstand als Amtsdorf direkt dem schönburgischen Amt Glauchau.
1856 wurde der sächsische Anteil von Seiferitz dem Gerichtsamt Crimmitschau und 1875 der Amtshauptmannschaft Zwickau angegliedert. Nachdem auch auf dem Gebiet der Rezessherrschaften Schönburg im Jahr 1878 eine Verwaltungsreform durchgeführt wurde, kamen der sächsische und schönburgische Anteil von Seiferitz im Jahr 1880 zur neu gegründeten Amtshauptmannschaft Glauchau.
Ab 1856 gab es in Seiferitz eine Schule und seit 1867 einen eigenen Friedhof. Im Jahr 1925 wohnten 805 Einwohner in Seiferitz. Am 1. Juli 1950 erfolgte die Eingliederung von Seiferitz in die Stadt Meerane. Durch die zweite Kreisreform in der DDR kam Seiferitz als Ortsteil der Stadt Meerane im Jahr 1952 zum Kreis Glauchau im Bezirk Chemnitz (1953 in Bezirk Karl-Marx-Stadt umbenannt), der ab 1990 als sächsischer Landkreis Glauchau fortgeführt wurde und 1994 im Landkreis Chemnitzer Land bzw. 2008 im Landkreis Zwickau aufging. Am 1. März 2011 wurde Seifeitz als Gemeindeteil von Meerane gestrichen.

## Verkehr
Westlich von Seiferitz verläuft die Bundesstraße 93, im Süden die Bundesautobahn 4. Die Bahnstrecke Glauchau-Schönbörnchen–Gößnitz führt durch die Ortsflur ohne Halt.